# Rimondeix
Rimondeix est une ancienne commune du sud-ouest de la France, située dans le département de la Creuse, en région Nouvelle-Aquitaine, devenue le 1er janvier 2016 une commune déléguée au sein de la commune nouvelle de Parsac-Rimondeix.

## Géographie

### Généralités
Dans le nord du département de la Creuse, la commune déléguée de Rimondeix s'étend sur 8,03 km2. Elle est bordée à l'est par le Verraux et au nord-ouest par son affluent le ruisseau de l'Étang de Clavérolles.
L'altitude minimale avec 353 mètres se trouve localisée au nord-est, là où le Verraux quitte le territoire de Rimondeix et entre sur celui de Domeyrot. L'altitude maximale avec 444 mètres est située dans le sud-ouest, au sud du lieu-dit Champ Mazère.
À 300 mètres au nord de la route départementale (RD) 9, le petit bourg de Rimondeix est situé, en distances orthodromiques, cinq kilomètres au nord-ouest de Parsac, chef-lieu de la commune nouvelle de Parsac-Rimondeix, et dix-neuf kilomètres à l'est-nord-est de Guéret, la préfecture. Le territoire de Rimondeix est également desservi par la RD 66.

## Urbanisme

### Villages, hameaux et lieux-dits
Outre le petit bourg de Rimonxdeix proprement dit, le territoire communal se compose de villages ou de hameaux, ainsi que de lieux-dits :
- la Brande
- le Breuil
- la Chabanne
- Champ Mazère
- les Chaneaux
- Château de Beaupêche
- Chaume de l’Étang
- la Clide
- Communaux de Laganne
- le Coulenzeix
- le Deveix
- Du Pont
- Échalloux
- Fontarnaux
- la Grande Chaume
- les Jarousses
- les Palles
- les Pelades
- la Pérelle
- le Puy Mouillerat
- les Riaux
- les Rivailles
- Saintary
- la Semnadisse
- les Tières
- la Tuilerie.

## Histoire
Rimondeix est l'une des très nombreuses communes françaises créées à la Révolution. Au 1er janvier 2016, elle fusionne avec Parsac et devient commune déléguée de la commune nouvelle de Parsac-Rimondeix.

### Les Templiers et les Hospitaliers
L'église de Rimondeix est mentionnée en 1282 parmi les églises de l'ordre du Temple au même titre que la chapelle de Blaudeix. Après la dévolution des biens de l'ordre du Temple, la paroisse Saint-Jean-Baptiste de Rimondeix devient une annexe (membre) de la commanderie de Blaudeix tout comme la chapelle dite de Malte du Puy Mouillerat,.

## Politique et administration

### Liste des maires puis des maires délégués
| Période                                  | Période       | Identité       | Étiquette | Qualité  |
| ---------------------------------------- | ------------- | -------------- | --------- | -------- |
| Les données manquantes sont à compléter. |               |                |           |          |
|                                          |               |                |           |          |
| mars 2001                                | mars 2008     | Alain Brayelle |           |          |
| mars 2008                                | décembre 2015 | Serge Jannot   | DVD       | Retraité |

| Période      | Période   | Identité     | Étiquette | Qualité  |
| ------------ | --------- | ------------ | --------- | -------- |
| janvier 2016 | juin 2020 | Serge Jannot | DVD       | Retraité |

## Démographie
L'évolution du nombre d'habitants est connue à travers les recensements de la population effectués dans la commune depuis 1793. À partir du 1er janvier 2009, les populations légales des communes sont publiées annuellement dans le cadre d'un recensement qui repose désormais sur une collecte d'information annuelle, concernant successivement tous les territoires communaux au cours d'une période de cinq ans. 
Pour les communes de moins de 10 000 habitants, une enquête de recensement portant sur toute la population est réalisée tous les cinq ans, les populations légales des années intermédiaires étant quant à elles estimées par interpolation ou extrapolation. Pour la commune, le premier recensement exhaustif entrant dans le cadre du nouveau dispositif a été réalisé en 2006,.
En 2013, la commune comptait 74 habitants, en évolution de −24,49 % par rapport à 2008 (Creuse : −2,43 %, France hors Mayotte : +2,49 %).
| 1793 | 1800 | 1806 | 1821 | 1831 | 1836 | 1841 | 1846 | 1851 |
| ---- | ---- | ---- | ---- | ---- | ---- | ---- | ---- | ---- |
| 322  | 383  | 335  | 348  | 420  | 377  | 406  | 432  | 453  |

| 1856 | 1861 | 1866 | 1872 | 1876 | 1881 | 1886 | 1891 | 1896 |
| ---- | ---- | ---- | ---- | ---- | ---- | ---- | ---- | ---- |
| 437  | 447  | 444  | 400  | 408  | 388  | 423  | 422  | 388  |

| 1901 | 1906 | 1911 | 1921 | 1926 | 1931 | 1936 | 1946 | 1954 |
| ---- | ---- | ---- | ---- | ---- | ---- | ---- | ---- | ---- |
| 375  | 354  | 344  | 296  | 270  | 246  | 229  | 194  | 157  |

| 1962 | 1968 | 1975 | 1982 | 1990 | 1999 | 2006 | 2011 | 2013 |
| ---- | ---- | ---- | ---- | ---- | ---- | ---- | ---- | ---- |
| 140  | 118  | 106  | 71   | 78   | 73   | 96   | 76   | 74   |

## Économie
La commune possède un camping en activité dans le hameau de la Semnadisse.

## Culture locale et patrimoine

### Lieux et monuments
Le village possède une église du XIIe siècle, l'église Saint-Jean-Baptiste. Ses façades et toitures ainsi que l'intérieur de l'abside ont été inscrits au titre des monuments historique en 1980. Elle a été restaurée en 2013.

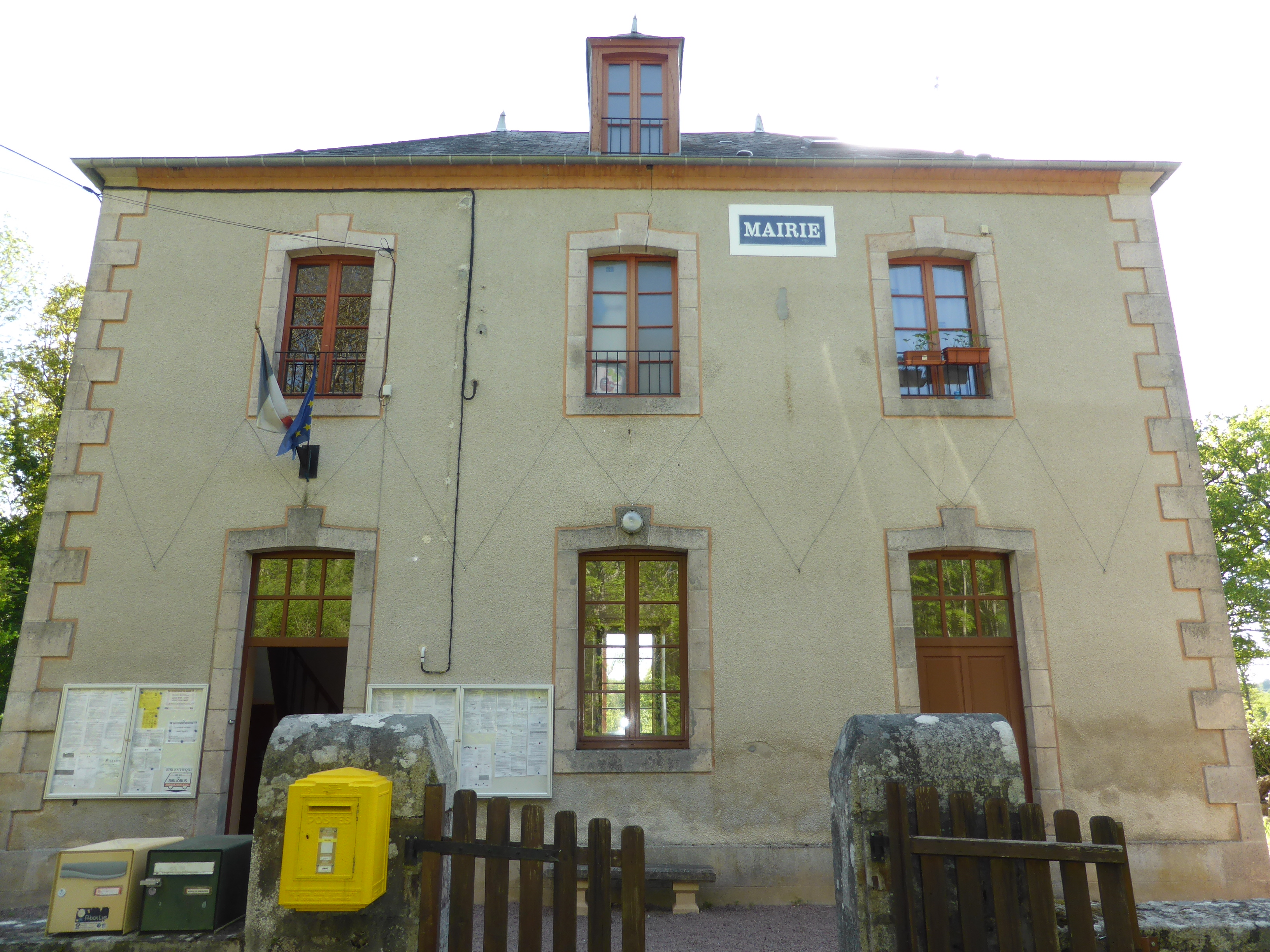
La mairie annexe de Rimondeix.
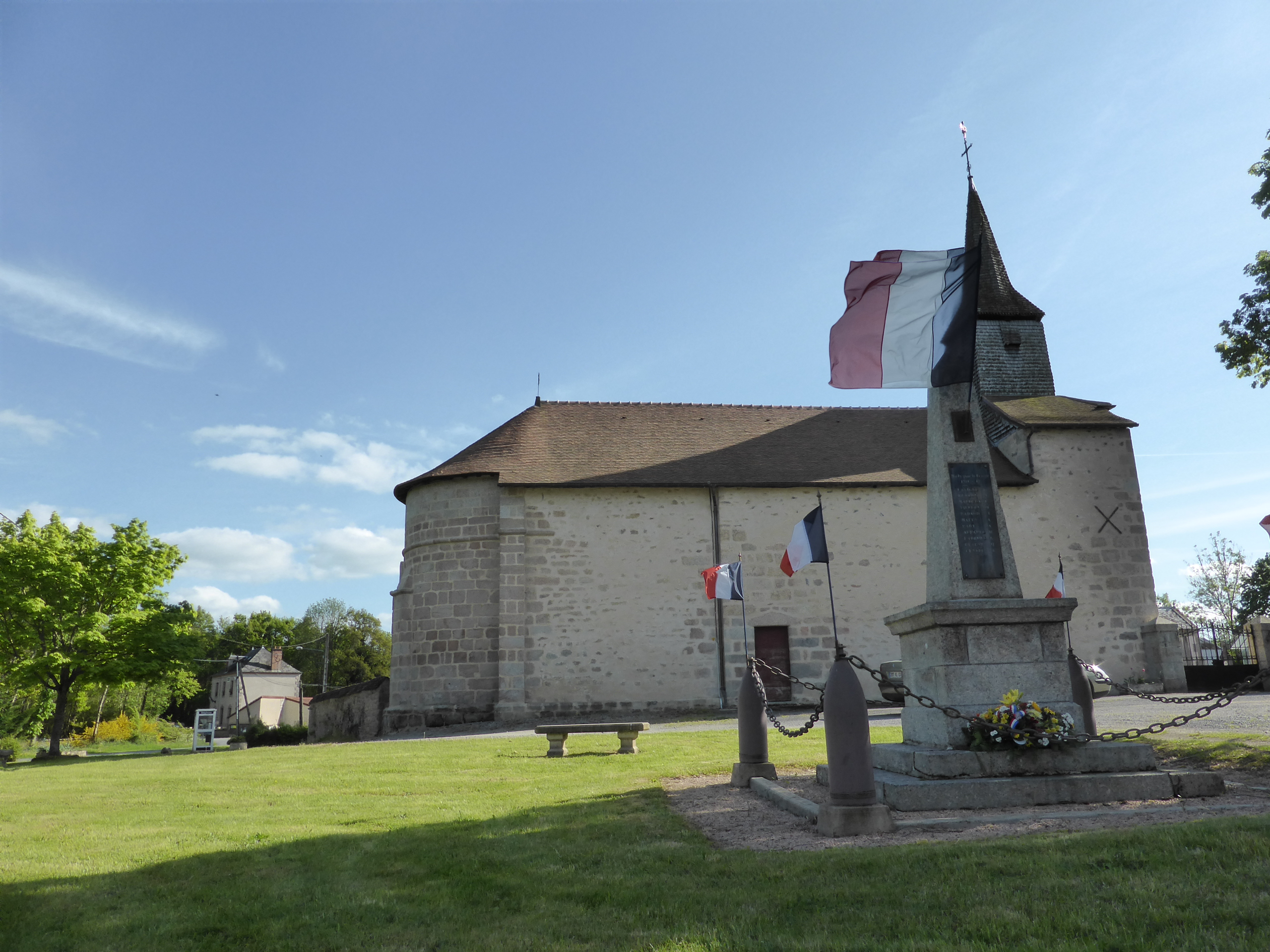
Le monument aux morts et l'église Saint-Jean-Baptiste.
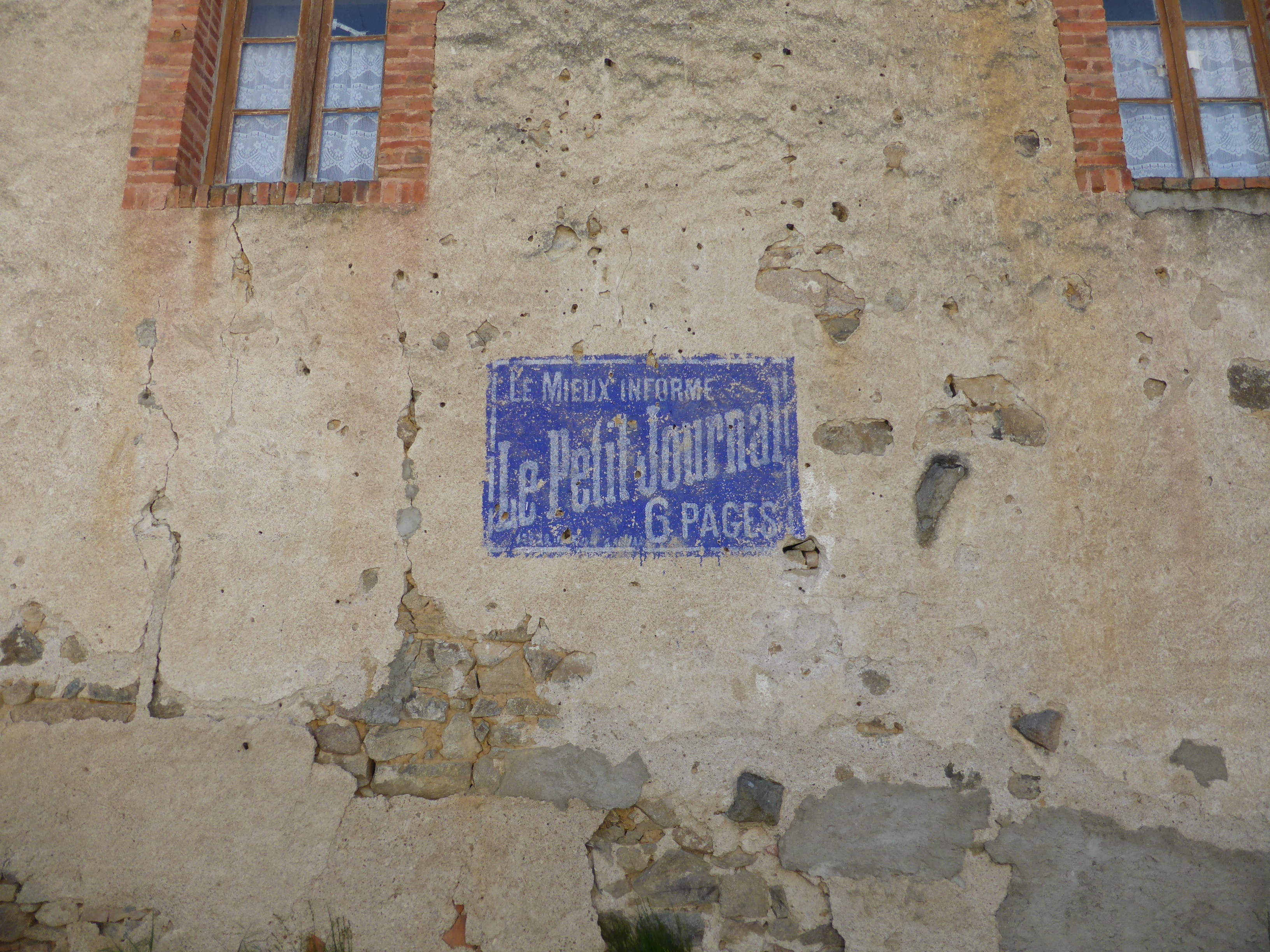
Ancienne publicité murale pour Le Petit Journal.